# 塔布勒合特蒙古族乡
塔布勒合特蒙古族乡是中华人民共和国新疆维吾尔自治区塔城地区乌苏市下辖的一个民族乡。

## 行政区划
塔布勒合特蒙古族乡下辖以下村级行政区划单位：
塔布勒合特村、乌木克村、更生村和牧民新村。